# Stemplicht
De stemplicht (of actieve kiesplicht) is de verplichting voor de burger om na de oproep tot de verkiezingen zich aan te melden bij een kiesbureau om deel te nemen aan de verkiezingsverrichtingen.
Gezien het stemgeheim is er geen mogelijkheid om te controleren of een stem werkelijk is uitgebracht wanneer een stembiljet in een stembus wordt gedeponeerd. In de praktijk is een stemplicht dus de verplichting om een stembiljet in de stembus te deponeren of uitsluitend een meld- of opkomstplicht. Enige uitzondering is Noord-Korea, waar wel degelijk een stemplicht bestaat omdat de stemming er niet geheim is.

Aanwezigheid van stemplicht per land (2017)

## Situatie in diverse landen

### België
België kent de jure een opkomstplicht voor elke kiesgerechtigde in België. (Voor Belgen woonachtig in het buitenland geldt de opkomstplicht niet automatisch: als zij willen kiezen moeten zij daarvoor een persoonlijk inschrijvingsformulier invullen  bij de consulaire beroepspost; vervolgens zijn ook zij aan de opkomstplicht onderworpen.) Bij volmacht stemmen en blanco of ongeldig stemmen is toegestaan. Wie niet opkomt, begaat een overtreding en riskeert in principe een berisping of boete van de correctionele rechtbank. De stemming is echter niet verplicht. De bedragen variëren normaal tussen de 27,50 en 55 euro, bij herhaling kan de geldboete echter tot 137,50 euro oplopen.
Wie binnen 15 jaar vier of meer keren niet opkomt riskeert in theorie zelfs ontneming van het stemrecht voor een periode van tien jaar en bovendien uitsluiting van benoemingen, promoties of onderscheidingen van de openbare overheid voor die periode. 
In de praktijk wordt niet-opkomst echter al jaren niet meer vervolgd.
De opkomstplicht werd in Vlaanderen afgeschaft voor de lokale verkiezingen (dat zijn provincieraads-, gemeenteraads- en indien gegeven ook districtsraadsverkiezingen) met ingang vanaf deze  verkiezingen op 13 oktober 2024.

### Nederland
Nederland kende van 1917 tot 1970 een opkomstplicht. Sinds de afschaffing van de opkomstplicht is de opkomst sterk gedaald, met uitzondering van het jaar 2017. Met name bij de verkiezingen voor de Provinciale Staten en het Europees Parlement zijn opkomstpercentages van lager dan 30% gehaald, terwijl de opkomst bij de Tweede Kamer- en gemeenteraadsverkiezingen vergeleken met andere landen hoog (60 tot 80%) ligt.
Voor het instellen van de opkomstplicht lagen de opkomstpercentages ongeveer op hetzelfde lage peil als we zien na de afschaffing, te weten voor landelijke verkiezingen (in een districtenstelsel overigens) zo rond de 70%.

### Australië
In Australië bestaat er een stemplicht voor verkiezingen in alle deelstaten en het gemenebest. Ook hier is er slechts sprake van een opkomstplicht gezien het stemgeheim. Verzuim kan worden beboet, doch dit wordt niet in alle gevallen gehandhaafd.

### Noord-Korea
In Noord-Korea bestaat er stemplicht. Naast dat de mensen opkomstplicht hebben, kennen zij hier geen stemgeheim. In elke van de 678 kiesdistricten kunnen mensen 'kiezen' voor één kandidaat, en die wordt aangeduid door de regering. Het zijn stuk voor stuk leden van de enige toegelaten partij in Noord-Korea, de Arbeiderspartij. Noord-Koreanen mogen de kandidaat in hun kiesdistrict alleen goed- of afkeuren. Op het stembiljet hebben ze de keuze tussen 'ja' of 'nee'. De 'democratische' plicht van de kiezers is dus niet te laten weten wie ze in het parlement willen, maar of ze het al dan niet eens zijn met de keuze van de regerende partij. De stemming verloopt niet anoniem. Wie 'nee' wil stemmen, moet dat in een apart hokje doen. Dat wordt dan ook als een daad van rebellie en verraad gezien. De verkiezingen in Noord-Korea zijn daarom ook eerder bedoeld als volkstelling, dan als volksstemming.

### Thailand
In Thailand (dat het Belgische systeem heeft gekopieerd) bestaat er ook een opkomstplicht. Bij niet stemmen riskeert men boetes en andere sancties.

### Overzicht
Landen met een opkomst- of stemplicht die wordt afgedwongen
- Argentinië (geldboete van 500 dollar)
- Australië (geldboete van 250 dollar bij eerste keer, oplopend tot gevangenisstraf)
- Brazilië (geldboete van minder dan 1 euro)[5]
- Ecuador (geldboete)
- Fiji (geldboete en mogelijk gevangenisstraf)
- Griekenland (Verplicht stemmen is de wet in Griekenland, maar wordt niet gehandhaafd)
- Liechtenstein (geldboete)
- Luxemburg (geldboete en mogelijk gevangenisstraf, maar dat laatste wordt niet toegepast)
- Nauru (geldboete)
- Noord-Korea (daad van rebellie en verraad; doodstraf)
- Peru (geldboete van ongeveer 40 euro)
- Singapore (ontzegging van het kiesrecht, kan wel weer verleend worden bij een geldige reden)
- Turkije (geldboete van ongeveer 13 euro)
- Uruguay (geldboete)
- Zwitserland (alleen in Schaffhausen: geldboete van 3 frank (ongeveer 3 euro)

Landen met een opkomst- of stemplicht die niet wordt afgedwongen
- België (geldboete)
- Bolivia
- Bulgarije (ingevoerd in 2016)[6]
- Costa Rica
- Dominicaanse Republiek
- Egypte
- Filipijnen
- Frankrijk (alleen senaatsverkiezingen)
- Gabon
- Guatemala
- Honduras
- Italië
- Mexico
- Panama
- Paraguay
- Spanje
- Thailand

Landen die de opkomst- of stemplicht hebben afgeschaft
- Chili (2011)
- Cyprus (2017)
- Nederland (1970)
- Oostenrijk (stapsgewijs tussen 1982 en 2004)